# Sportivnaja
Sportivnaja (ryska: Спорти́вная) är en tunnelbanestation på Sokolnitjeskajalinjen i Moskvas tunnelbana. Stationen har fått sitt namn efter det olympiska idrottsområdet Luzjniki (där bland annat Luzjnikistadion ingår), som ligger precis intill stationens södra ingång.
Sportivnaja öppnades den 1 maj 1957 och har vita marmorpelare med gröna inslag. Stationen har två vestibuler, båda ovan mark. Den södra vestibulen är tre våningar hög, på de övre två planen finns Moskvas tunnelbanemuseum.

## Galleri

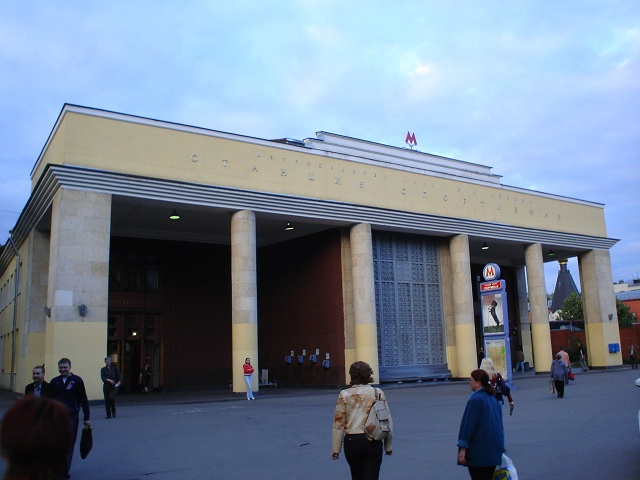
Norra vestibulen.
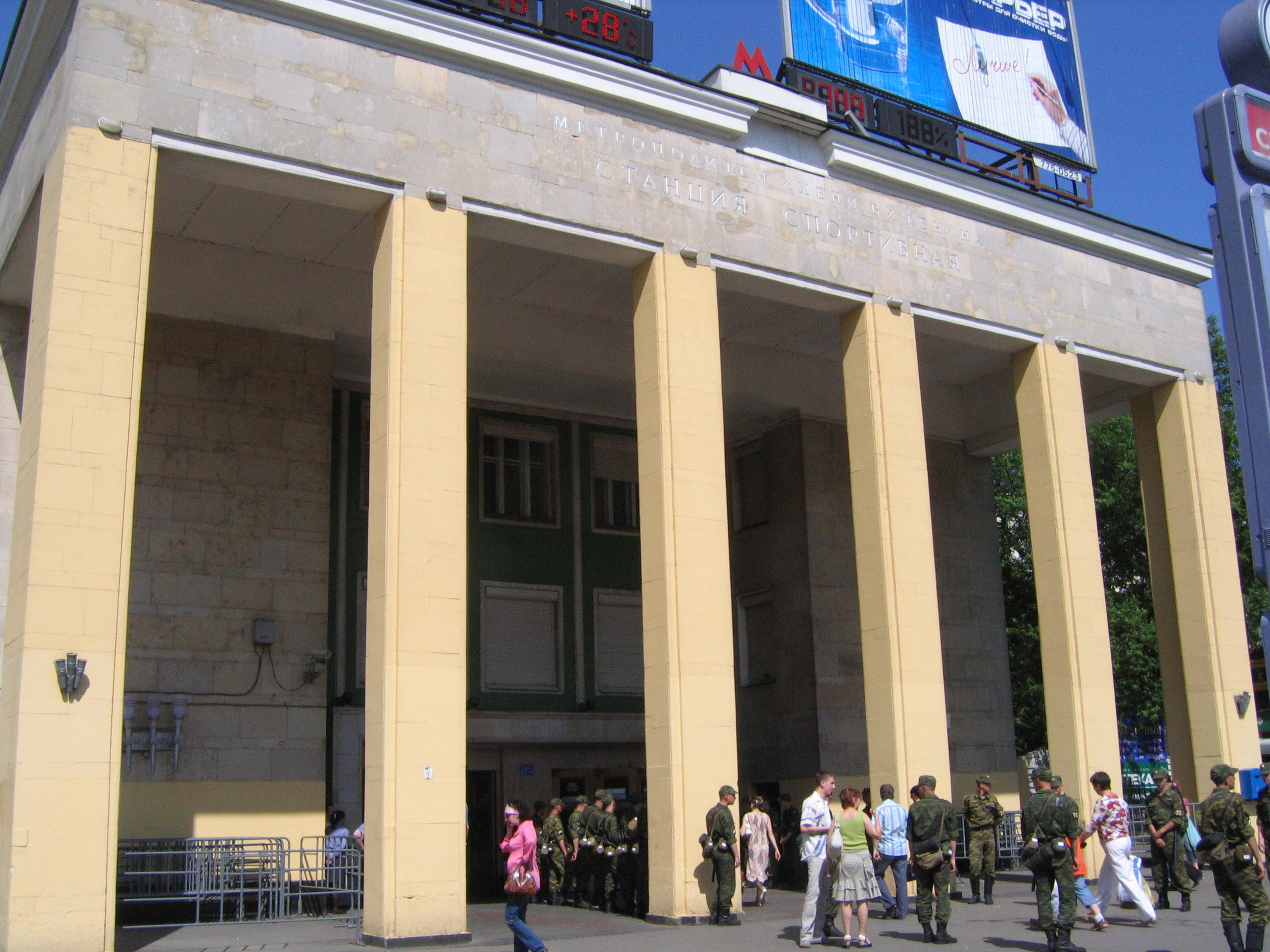
Södra vestibulen.
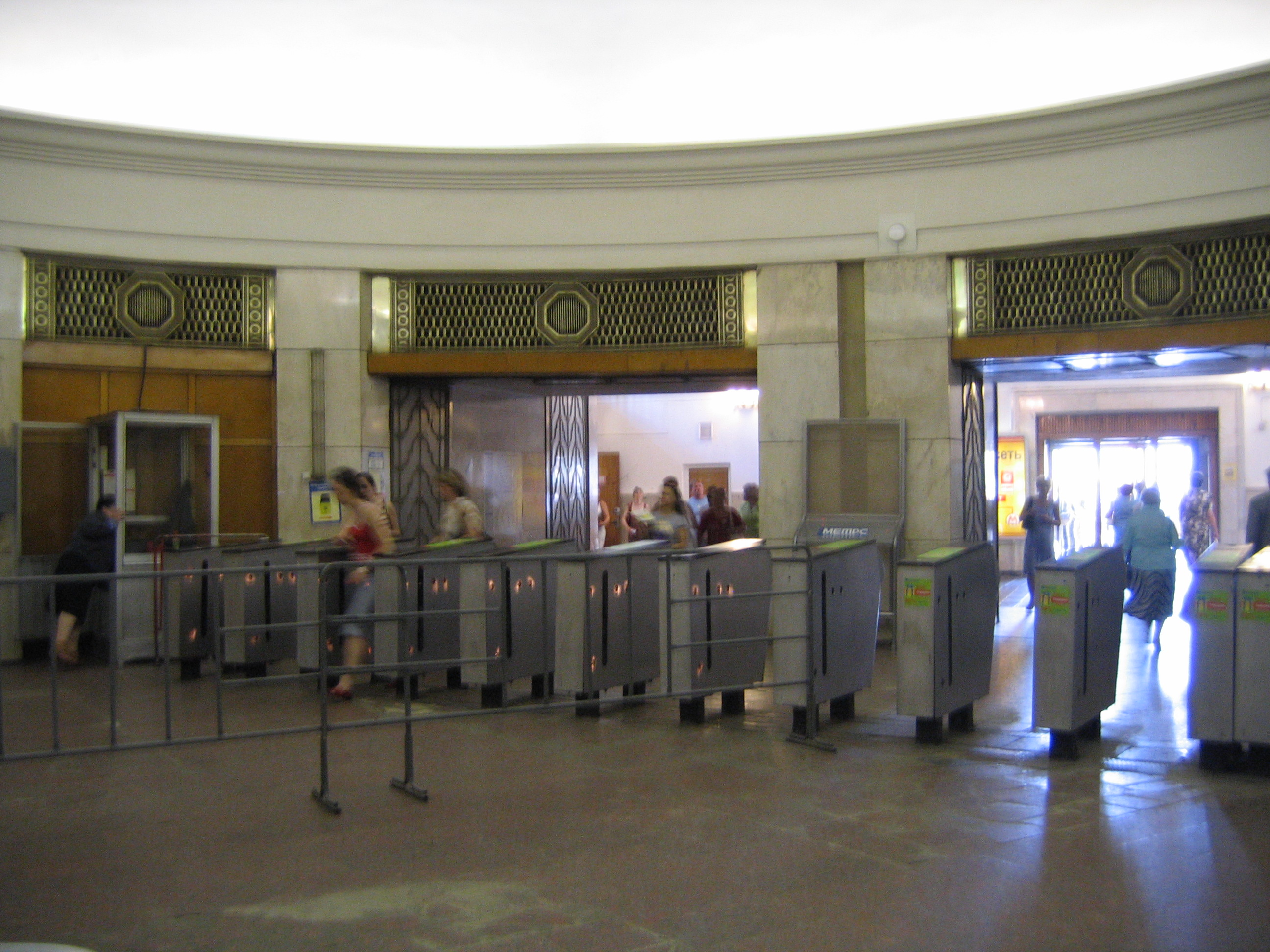
Södra vestibulen.
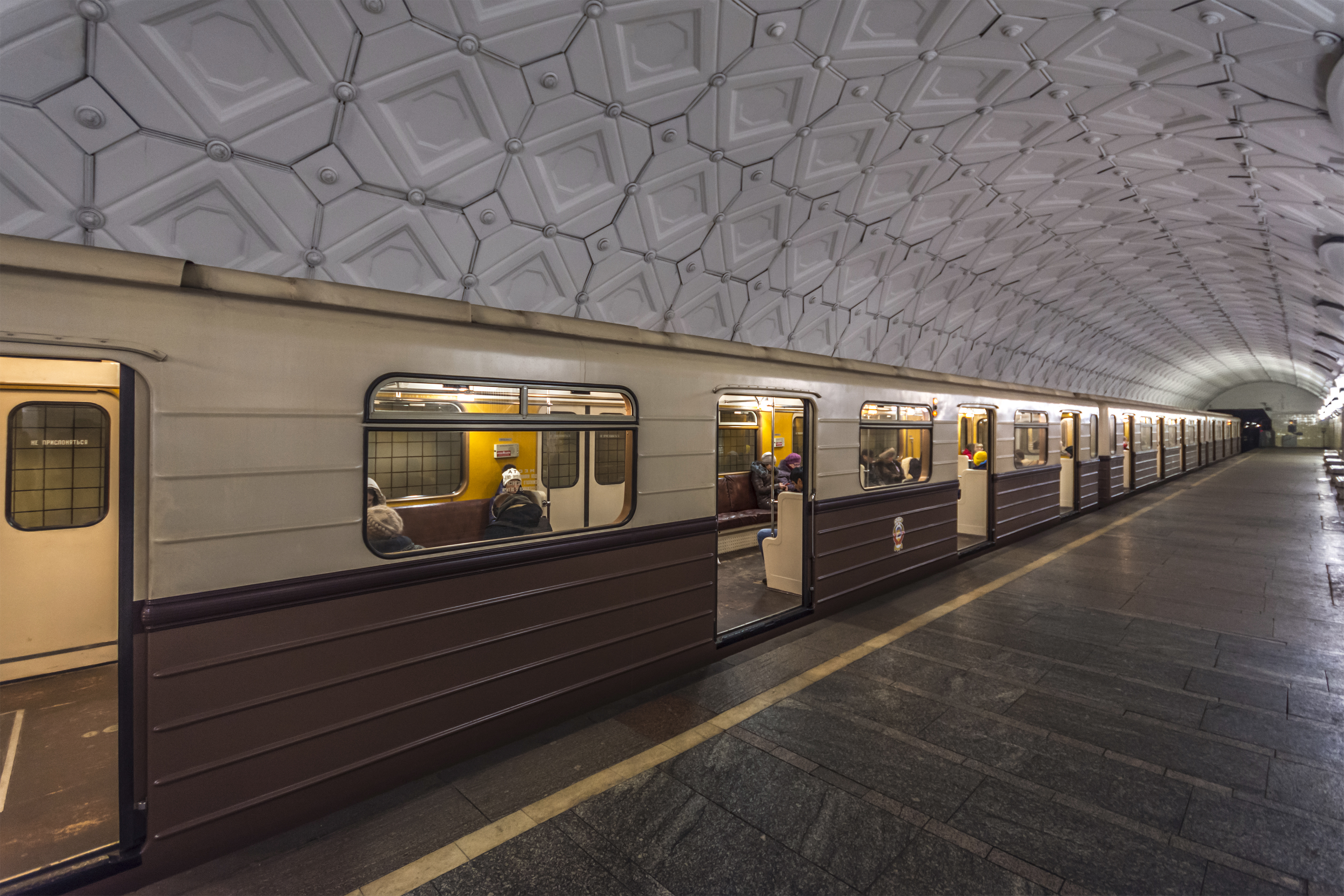
Perrong.
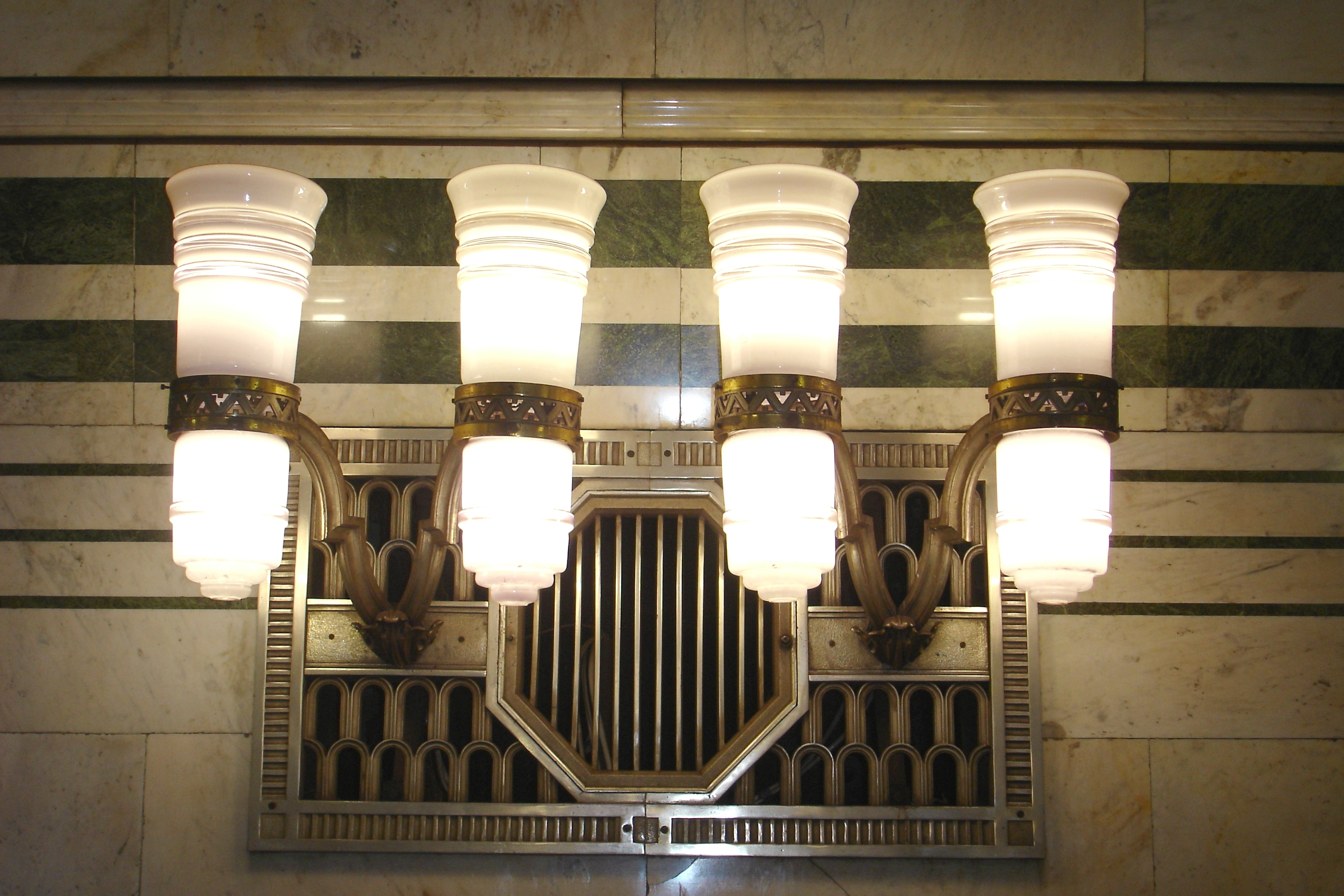
Lampett.